# Moisey Markov
Moisey Alexandrovich Markov (em russo:  Моисей Александрович Марков; Rasskazovo, Império Russo, 13 de maio de 1908 — Moscou, Rússia, 1 de novembro de 1994) foi um físico soviético. Trabalhou principalmente com mecânica quântica, física nuclear e física de partículas. É particularmente conhecido por ter proposto em 1960 a ideia de um detector de neutrinos submarino.
Moisey Markov obteve a graduação em 1930 na Faculdade de Física da Universidade Estatal de Moscou. Trabalhou no Instituto dos Professores Vermelhos (1931-1933) e na Faculdade de Física da Universidade Estatal de Moscou (1933-1934). Desde 1934 trabalhou no Instituto de Física Lebedev. Em 1956-1962 foi diretor do Laboratório de Física de Neutrinos do Institute for Nuclear Research.
Markov foi membro pleno da Academia de Ciências da União Soviética desde 1966 (membro correspondente desde 1953). Em 1968-1988 foi secretário de Departamento de Física Nuclear da Academia de Ciências da União Soviética. Recebeu a Ordem de Lenin três vezes.